# 천안런
천안런(陳安仁, 1890년 3월 9일 ~ 1964년 2월 29일)은 국민정부 시대 중화민국 초기 정치가이다.

## 생애
청나라 광둥 성 둥관에서 출생하였으며 아명(兒名)은 런푸(仁甫)이고 지난날 한때 청나라 광둥 성 광저우에서 잠시 유아기를 보낸 적이 있는 그는 1910년 동맹회에 입당하여 1년 후 1911년 신해혁명에도 참여하였고 훗날 중국국민당 대표최고위원 등을 지내다가 1947년 8월 15일을 기하여 부인과 두 딸 부부네 일가족을 포함한 직계 일가족들과 함께 대륙 본토 광둥 성 광저우를 떠나 타이완 타이베이로 건너갔으며 1956년 9월 16일을 기하여 타이베이에서 국민당 탈당 및 정치 분야 은퇴 선언을 하였다.